# The Soft Machine (álbum)
The Soft Machine, también conocido como Volume One, es el álbum debut de la banda británica de rock psicodélico Soft Machine, una de las principales de la escena de Canterbury. El grupo, fundado en 1966, grabó y editó el LP durante su gira de 1968 en Estados Unidos. Fue producido por Chas Chandler y Tom Wilson.
Este álbum fusiona el rock psicodélico con el jazz, por lo que es altamente experimental. El trabajo en este álbum fue una de las raíces esenciales en el rock progresivo y el jazz-fusión.
La canción "Joy of a Toy" es una de las primeras composiciones que cuentan con una melodía de bajo interpretado a través de un pedal wah-wah.

## Lista de canciones
1. «Hope for Happiness» (Brian Hopper; Mike Ratledge; Kevin Ayers) – 4:21
2. «Joy of a Toy» (Ayers; Ratledge) – 2:49
3. «Hope for Happiness (reprise)» (Hopper; Ratledge; Ayers) – 1:38
4. «Why Am I So Short?» (Hugh Hopper; Ratledge; Ayers) – 1:39
5. «So Boot If At All» (Ratledge; Ayers; Robert Wyatt) – 7:25
6. «A Certain Kind» (Hopper) – 4:11
7. «Save Yourself» (Wyatt) – 2:26
8. «Priscilla» (Ayers; Ratledge; Wyatt) – 1:03
9. «Lullabye Letter» (Ayers) – 4:32
10. «We Did It Again» (Ayers) – 3:46
11. «Plus Belle qu'une Poubelle» (Ayers) – 1:03
12. «Why Are We Sleeping?» (Ayers; Ratledge; Wyatt) – 5:30
13. «Box 25/4 Lid» (Ratledge; Hopper) – 0:49

## Personal
- Robert Wyatt – Batería, voz principal
- Mike Ratledge – Teclados
- Kevin Ayers – Bajo, Guitarra líder, voz principal (en temas 10 y 12), piano (en 5)

Personal adicional
- Hugh Hopper – bajo (en 13)
- The Cake – coros (en 12)